# Zöld trikó

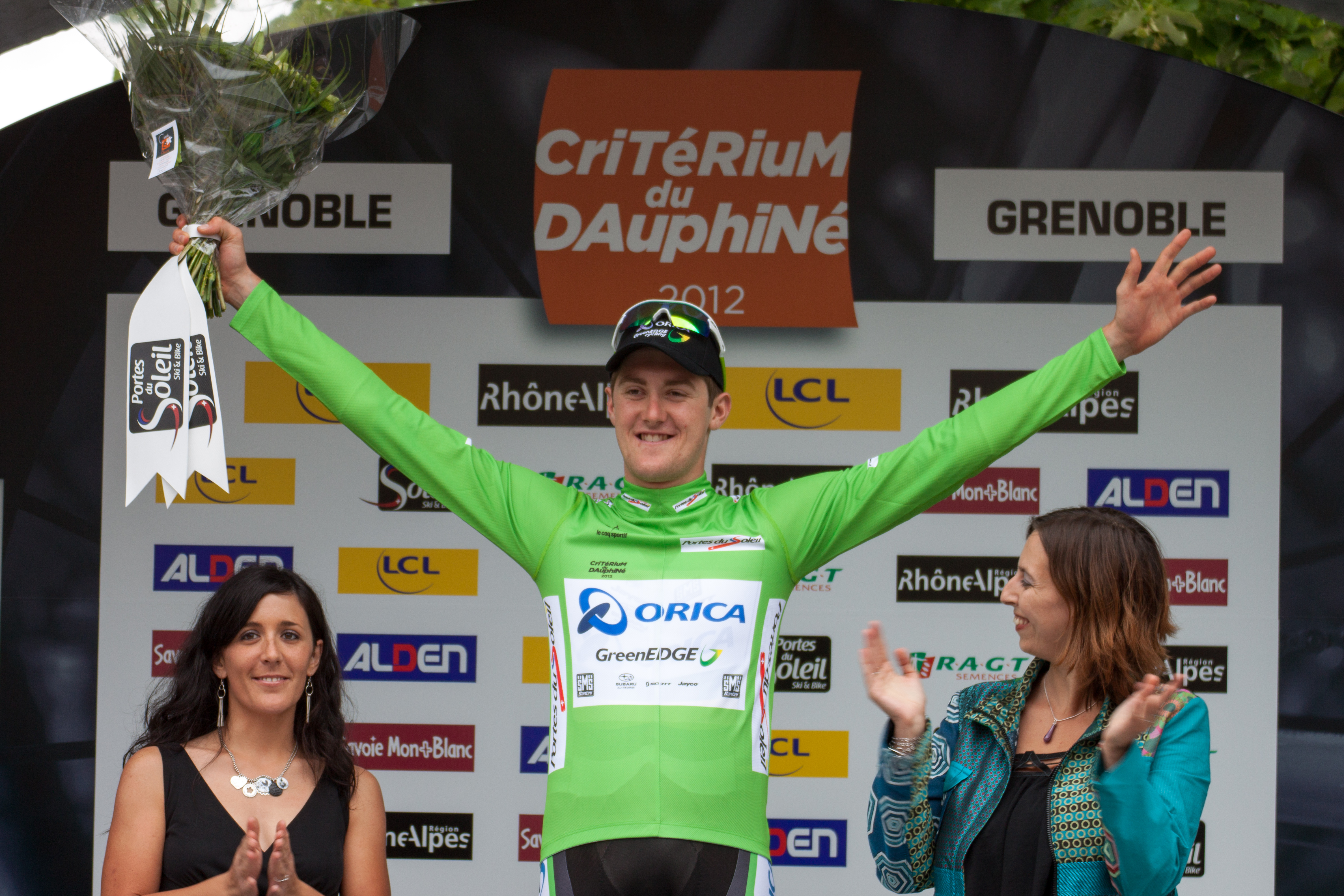
Luke Durbridge zöld trikóban

Zöld trikót (le maillot vert) a Tour de France kerékpáros körverseny pontversenyében vezető versenyző viseli. 1953-ban vezették be, az első Tour ötvenedik évfordulója alkalmával, zöld színét az első szponzor, egy ruházati áruház (Belle Jardinière) reklámszíne után kapta. Egyetlen kivétel 1968 volt, amikor az aktuális szponzor, egy üdítőmárka (SIC Champigneulles) ragaszkodott a saját, vörös-fehér színeihez, azonban a közönség felháborodására a következő évben a trikó újra zöld lett. Pontokat a szakaszok közben a sprinthajrákban és a szakaszok befutóiban lehet gyűjteni. Pontazonosság esetén az összetettben elért helyezés dönt.
1905 és 1912 között a verseny győztesét a pontverseny végeredménye adta meg, ezt a fordított pontszámítást vezeték be újból 1953-ban és 1958-ig a legkevesebb pontot kapott versenyző lett a zöld trikó nyertese. A hegyi befutok és a szakaszgyőztesek 1, 2, 3 stb. pontot kaptak, a beérkezés sorrendjében.
1959 óta megújították a pontrendszert, azóta a különböző szakaszokon másképpen szerezhető pont. Az új rendszerben mínusz pontszámmal is lehet végezni a büntető pontok levonása miatt.

## Értékelés, pontok, jóváírások
Az egyes szakaszokon és az összetettben is értékelik a versenyzőket és a csapatokat. Lehet pontokat szerezni. Vannak sík, normál, hegyi szakaszok és időfutamok, az elért helyezésekért kapható pontok a szakasz besorolása alapján változnak. Szakaszonként egy sprinthajrát is kijelölnek.
A sprinthajrákban szerezhető pontok: 20, 17, 15, 13, 11, 10, 9, 8, 7, 6, 5, 4, 3, 2, 1
A 2020-ban érvényes szabályok szerint a befutóban szerezhető pontok:
- Sík szakasz: 50, 30, 20, 18, 16, 14, 12, 10, 8, 7, 6, 5, 4, 3, 2
- Normál szakasz: 30, 25, 22, 19, 17, 15, 13, 11, 9, 7, 6, 5, 4, 3, 2
- Hegyi szakasz: 20, 17, 15, 13, 11, 10, 9, 8, 7, 6, 5, 4, 3, 2, 1
- Egyéni időfutam: 20, 17, 15, 13, 11, 10, 9, 8, 7, 6, 5, 4, 3, 2, 1

A verseny során elkövetett kisebb szabálytalanságokért pont- és időbüntetést is kaphatnak a versenyzők, amelyekről a versenyigazgatóság határoz.
A hegyeket az emelkedő hossza és meredeksége szerint 5 kategóriába sorolják a 4. kategóriától a HC (hors catégorie) kiemelt kategóriáig. Hegyi szakaszokon az utolsó hegyen (HC, 1. vagy 2. kategória) megduplázzák a szerezhető pontokat.
Szerezhető pontok:
- HC: 20, 16, 12, 8, 4, 2
- 1. kategória: 10, 8, 6, 4, 2, 1
- 2. kategória: 5, 3, 2, 1
- 3. kategória: 2, 1
- 4. kategória: 1

## Győztesek

### Többszörös győzelmek
| Helyezés | Név                      | Ország | Győzelem | Év                                       |
| -------- | ------------------------ | ------ | -------- | ---------------------------------------- |
| 1        | Peter Sagan              | SVK    | 7        | 2012, 2013, 2014, 2015, 2016, 2018, 2019 |
| 2        | Erik Zabel               | GER    | 6        | 1996, 1997, 1998, 1999, 2000, 2001       |
| 3        | Sean Kelly               | IRL    | 4        | 1982, 1983, 1985, 1989                   |
| 4        | Jan Janssen              | NED    | 3        | 1964, 1965, 1967                         |
| 4        | Eddy Merckx              | BEL    | 3        | 1969, 1971, 1972                         |
| 4        | Freddy Maertens          | BEL    | 3        | 1976, 1978, 1981                         |
| 4        | Djamolidine Abdoujaparov | UZB    | 3        | 1991, 1993, 1994                         |
| 4        | Robbie McEwen            | AUS    | 3        | 2002, 2004, 2006                         |
| 9        | Stan Ockers              | BEL    | 2        | 1955, 1956                               |
| 9        | Jean Graczyk             | FRA    | 2        | 1958, 1960                               |
| 9        | André Darrigade          | FRA    | 2        | 1959, 1961                               |
| 9        | Laurent Jalabert         | FRA    | 2        | 1992, 1995                               |
| 9        | Thor Hushovd             | NOR    | 2        | 2005, 2009                               |
| 9        | Mark Cavendish           | GBR    | 2        | 2011, 2021                               |

### Évenkénti pontverseny első három helyezett
| Év   | Győztes                        | Pont  | Második                        | Pont  | Harmadik                   | Pont  |
| ---- | ------------------------------ | ----- | ------------------------------ | ----- | -------------------------- | ----- |
| 1953 | Fritz Schär (SUI)              | 271   | Fiorenzo Magni (ITA)           | 307   | Raphaël Géminiani (FRA)    | 406   |
| 1954 | Ferdi Kübler (SUI)             | 215.5 | Stan Ockers (BEL)              | 284.5 | Fritz Schär (SUI)          | 286.5 |
| 1955 | Stan Ockers (BEL)              | 322   | Wout Wagtmans (NED)            | 399   | Miguel Poblet (ESP)        | 409   |
| 1956 | Stan Ockers (BEL)              | 280   | Fernand Picot (FRA)            | 464   | Gerrit Voorting (NED)      | 465   |
| 1957 | Jean Forestier (FRA)           | 301   | Wim van Est (NED)              | 317   | Adolf Christian (SUI)      | 366   |
| 1958 | Jean Graczyk (FRA)             | 347   | Joseph Planckaert (BEL)        | 406   | André Darrigade (FRA)      | 553   |
| 1959 | André Darrigade (FRA)          | 613   | Gérard Saint (FRA)             | 524   | Jacques Anquetil (FRA)     | 503   |
| 1960 | Jean Graczyk (FRA)             | 74    | Graziano Battistini (ITA)      | 40    | Federico Bahamontes (ESP)  | 35    |
| 1961 | André Darrigade (FRA)          | 174   | Jean Gainche (FRA)             | 169   | Guido Carlesi (ITA)        | 148   |
| 1962 | Rudi Altig (FRG)               | 173   | Emile Daems (BEL)              | 144   | Jean Graczyk (FRA)         | 140   |
| 1963 | Rik Van Looy (BEL)             | 275   | Jacques Anquetil (FRA)         | 138   | Federico Bahamontes (ESP)  | 123   |
| 1964 | Jan Janssen (NED)              | 208   | Edward Sels (BEL)              | 199   | Rudi Altig (FRG)           | 165   |
| 1965 | Jan Janssen (NED)              | 144   | Guido Reybrouck (BEL)          | 130   | Felice Gimondi (ITA)       | 124   |
| 1966 | Willy Planckaert (BEL)         | 211   | Gerben Karstens (NED)          | 189   | Edward Sels (BEL)          | 178   |
| 1967 | Jan Janssen (NED)              | 154   | Guido Reybrouck (BEL)          | 119   | Georges Vandenberghe (BEL) | 111   |
| 1968 | Franco Bitossi (ITA)           | 241   | Walter Godefroot (BEL)         | 219   | Jan Janssen (NED)          | 200   |
| 1969 | Eddy Merckx (BEL)              | 244   | Jan Janssen (NED)              | 149   | Marinus Wagtmans (NED)     | 136   |
| 1970 | Walter Godefroot (BEL)         | 212   | Eddy Merckx (BEL)              | 207   | Marino Basso (ITA)         | 161   |
| 1971 | Eddy Merckx (BEL)              | 202   | Cyrille Guimard (FRA)          | 186   | Gerben Karstens (NED)      | 107   |
| 1972 | Eddy Merckx (BEL)              | 196   | Rik Van Linden (BEL)           | 135   | Joop Zoetemelk (NED)       | 132   |
| 1973 | Herman Van Springel (BEL)      | 187   | Joop Zoetemelk (NED)           | 168   | Luis Ocaña (ESP)           | 145   |
| 1974 | Patrick Sercu (BEL)            | 283   | Eddy Merckx (BEL)              | 270   | Barry Hoban (GBR)          | 170   |
| 1975 | Rik Van Linden (BEL)           | 342   | Eddy Merckx (BEL)              | 240   | Francesco Moser (ITA)      | 199   |
| 1976 | Freddy Maertens (BEL)          | 293   | Pierino Gavazzi (ITA)          | 140   | Jacques Esclassan (FRA)    | 128   |
| 1977 | Jacques Esclassan (FRA)        | 236   | Giacinto Santambrogio (ITA)    | 140   | Dietrich Thurau (GER)      | 137   |
| 1978 | Freddy Maertens (BEL)          | 242   | Jacques Esclassan (FRA)        | 189   | Bernard Hinault (FRA)      | 123   |
| 1979 | Bernard Hinault (FRA)          | 253   | Dietrich Thurau (GER)          | 157   | Joop Zoetemelk (NED)       | 109   |
| 1980 | Rudy Pevenage (BEL)            | 194   | Sean Kelly (IRL)               | 153   | Ludo Peeters (BEL)         | 148   |
| 1981 | Freddy Maertens (BEL)          | 428   | William Tackaert (BEL)         | 222   | Bernard Hinault (FRA)      | 184   |
| 1982 | Sean Kelly (IRL)               | 429   | Bernard Hinault (FRA)          | 152   | Phil Anderson (AUS)        | 149   |
| 1983 | Sean Kelly (IRL)               | 360   | Frits Pirard (NED)             | 144   | Laurent Fignon (FRA)       | 126   |
| 1984 | Frank Hoste (BEL)              | 322   | Sean Kelly (IRL)               | 318   | Eric Vanderaerden (BEL)    | 247   |
| 1985 | Sean Kelly (IRL)               | 434   | Greg Lemond (USA)              | 332   | Stephen Roche (IRL)        | 279   |
| 1986 | Eric Vanderaerden (BEL)        | 277   | Josef Lieckens (BEL)           | 232   | Bernard Hinault (FRA)      | 210   |
| 1987 | Jean-Paul van Poppel (NED)     | 263   | Stephen Roche (IRL)            | 247   | Pedro Delgado (ESP)        | 228   |
| 1988 | Eddy Planckaert (BEL)          | 278   | Davis Phinney (USA)            | 193   | Sean Kelly (IRL)           | 183   |
| 1989 | Sean Kelly (IRL)               | 277   | Etienne De Wilde (BEL)         | 194   | Steven Rooks (NED)         | 163   |
| 1990 | Olaf Ludwig (GDR)              | 256   | Johan Museeuw (BEL)            | 221   | Erik Breukink (NED)        | 118   |
| 1991 | Djamolidine Abdoujaparov (UZB) | 316   | Laurent Jalabert (FRA)         | 263   | Olaf Ludwig (GER)          | 175   |
| 1992 | Laurent Jalabert (FRA)         | 293   | Johan Museeuw (BEL)            | 262   | Claudio Chiappucci (ITA)   | 202   |
| 1993 | Djamolidine Abdoujaparov (UZB) | 298   | Johan Museeuw (BEL)            | 157   | Maximillian Sciandri (ITA) | 153   |
| 1994 | Djamolidine Abdoujaparov (UZB) | 322   | Silvio Martinello (ITA)        | 273   | Jan Svorada (CZE)          | 230   |
| 1995 | Laurent Jalabert (FRA)         | 333   | Djamolidine Abdoujaparov (UZB) | 271   | Miguel Indurain (ESP)      | 180   |
| 1996 | Erik Zabel (GER)               | 335   | Frederic Moncassin (FRA)       | 284   | Fabio Baldato (ITA)        | 255   |
| 1997 | Erik Zabel (GER)               | 350   | Frederic Moncassin (FRA)       | 223   | Mario Traversoni (ITA)     | 198   |
| 1998 | Erik Zabel (GER)               | 327   | Stuart O’Grady (AUS)           | 230   | Tom Steels (BEL)           | 221   |
| 1999 | Erik Zabel (GER)               | 323   | Stuart O’Grady (AUS)           | 275   | Christophe Capelle (FRA)   | 196   |
| 2000 | Erik Zabel (GER)               | 321   | Robbie McEwen (AUS)            | 203   | Romans Vainšteins (LAT)    | 184   |
| 2001 | Erik Zabel (GER)               | 252   | Stuart O’Grady (AUS)           | 244   | Damien Nazon (FRA)         | 169   |
| 2002 | Robbie McEwen (AUS)            | 280   | Erik Zabel (GER)               | 261   | Stuart O’Grady (AUS)       | 208   |
| 2003 | Baden Cooke (AUS)              | 216   | Robbie McEwen (AUS)            | 214   | Erik Zabel (GER)           | 188   |
| 2004 | Robbie McEwen (AUS)            | 272   | Thor Hushovd (NOR)             | 247   | Erik Zabel (GER)           | 245   |
| 2005 | Thor Hushovd (NOR)             | 194   | Stuart O’Grady (AUS)           | 182   | Robbie McEwen (AUS)        | 178   |
| 2006 | Robbie McEwen (AUS)            | 288   | Erik Zabel (GER)               | 199   | Thor Hushovd (NOR)         | 195   |
| 2007 | Tom Boonen (BEL)               | 256   | Robert Hunter (RSA)            | 234   | Erik Zabel (GER)           | 232   |
| 2008 | Óscar Freire (ESP)             | 270   | Thor Hushovd (NOR)             | 220   | Erik Zabel (GER)           | 217   |
| 2009 | Thor Hushovd (NOR)             | 280   | Mark Cavendish (GBR)           | 270   | Gerald Ciolek (GER)        | 172   |
| 2010 | Alessandro Petacchi (ITA)      | 243   | Mark Cavendish (GBR)           | 232   | Thor Hushovd (NOR)         | 222   |
| 2011 | Mark Cavendish (GBR)           | 334   | José Joaquín Rojas (ESP)       | 272   | Philippe Gilbert (BEL)     | 236   |
| 2012 | Peter Sagan (SVK)              | 421   | André Greipel (GER)            | 280   | Matthew Goss (AUS)         | 268   |
| 2013 | Peter Sagan (SVK)              | 409   | Mark Cavendish (GBR)           | 312   | André Greipel (GER)        | 267   |
| 2014 | Peter Sagan (SVK)              | 431   | Alexander Kristoff (NOR)       | 282   | Bryan Coquard (FRA)        | 271   |
| 2015 | Peter Sagan (SVK)              | 432   | André Greipel (GER)            | 366   | John Degenkolb (GER)       | 298   |
| 2016 | Peter Sagan (SVK)              | 470   | Marcel Kittel (GER)            | 228   | Michael Matthews (AUS)     | 199   |
| 2017 | Michael Matthews (AUS)         | 370   | André Greipel (GER)            | 234   | Edvald Boasson Hagen (NOR) | 220   |
| 2018 | Peter Sagan (SVK)              | 477   | Alexander Kristoff (NOR)       | 246   | Arnaud Démare (FRA)        | 203   |
| 2019 | Peter Sagan (SVK)              | 316   | Caleb Ewan (AUS)               | 248   | Elia Viviani (ITA)         | 224   |
| 2020 | Sam Bennett (IRL)              | 380   | Peter Sagan (SVK)              | 284   | Matteo Trentin (ITA)       | 260   |
| 2021 | Mark Cavendish (GBR)           | 337   | Michael Matthews (AUS)         | 291   | Sonny Colbrelli (ITA)      | 227   |

### Győztesek országok szerint
| Győzelem | Ország             | Versenyzők |
| -------- | ------------------ | --- |
| 19       | Belgium            | Stan Ockers, Rik Van Looy, Willy Planckaert Eddy Merckx, Walter Godefroot, Herman Van Springel Patrick Sercu, Rik Van Linden, Freddy Maertens Rudy Pevenage, Frank Hoste, Erik Vandererden Eddy Planckaert, Tom Boonen |
| 9        | Franciaország      | Jean Forestier, Jean Graczyk, André Darrigade Jacques Esclassan, Bernard Hinault, Laurent Jalabert |
| 7        | Németország        | Rudi Altig, Erik Zabel |
| 7        | Szlovákia          | Peter Sagan |
| 5        | Ausztrália         | Robbie McEwen, Baden Cooke, Michael Matthews |
| 5        | Írország           | Sean Kelly, Sam Bennett |
| 4        | Hollandia          | Jan Janssen, Jean-Paul van Poppel |
| 3        | Üzbegisztán        | Djamolidine Abdoujaparov |
| 2        | Olaszország        | Franco Bitossi, Alessandro Petacchi |
| 2        | Svájc              | Fritz Schär |
| 2        | Norvégia           | Thor Hushovd |
| 2        | Egyesült Királyság | Mark Cavendish |
| 1        | Spanyolország      | Óscar Freire |
| 1        | NDK                | Olaf Ludwig |

## Külső hivatkozások
- Hivatalos honlap